# Musée Faina

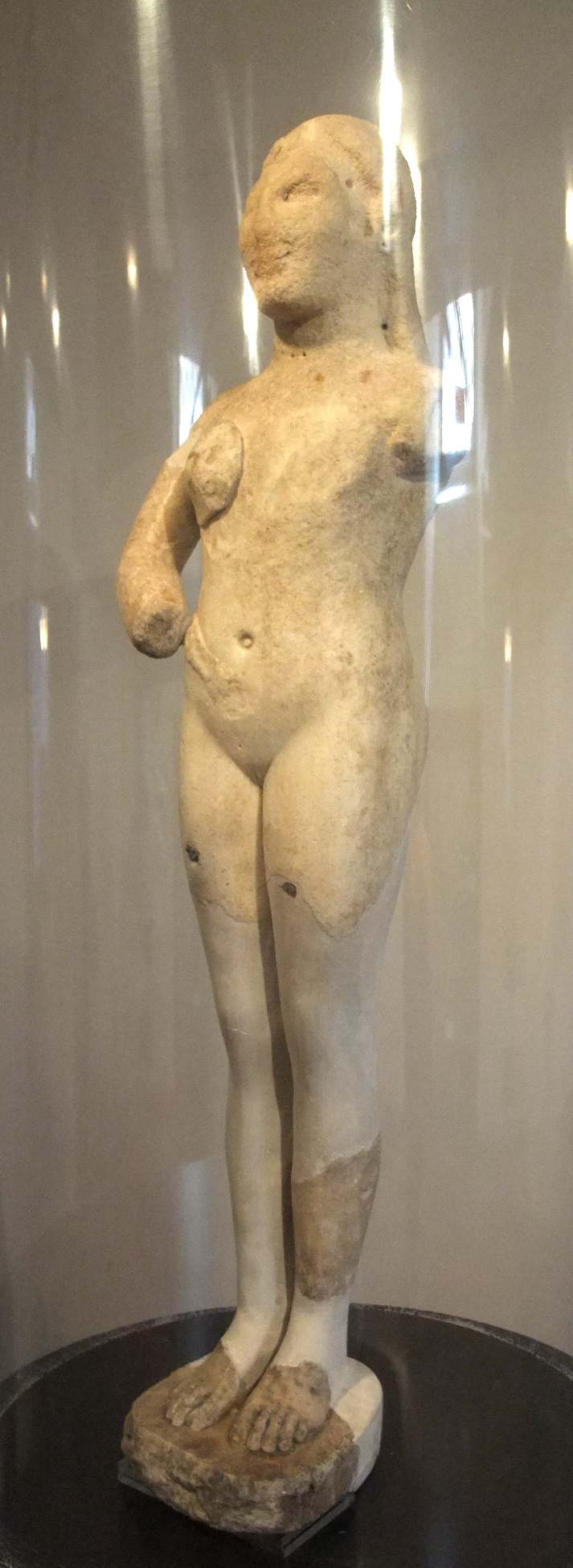
Statue de la Vénus de Cannicella, Orvieto.

Le musée Faina est un musée fondé en 1864, hébergé, avec le Museo civico, dans le palazzo Faina de la ville d'Orvieto en province de Terni (Ombrie).
Il est situé sur la place du Duomo, en face de la façade.

## Historique
Le musée archéologique est situé dans le Palazzo Faina, près du carrefour au sud de la cathédrale d'Orvieto. Ce musée, ainsi que le Musée archéologique national d'Orvieto, situé à proximité mais distinct, installé dans le palais pontifical gothique (la section appelée Palazzo Martino IV), exposent également des découvertes d'Orvieto et des environs.
Le musée doit son existence aux acquisitions initialement entreprises par le comte Mauro Faina, à partir de 1864 jusqu'à sa mort en 1868. Ces vases proviennent de la nécropole de Vulci. Le comte a ensuite élargi la collection principalement en achetant davantage d'œuvres sur les marchés d'antiquités. Il semble qu'il ait acquis des trouvailles de la nécropole de Crocifisso del Tufo. Le musée possède également des statues votives en bronze, des trouvailles préhistoriques, des vases étrusques et des vases grecs.
Au rez-de-chaussée du musée sont venues s'ajouter des pièces plus récentes, provenant des collections du Musée civique, notamment du sanctuaire étrusque de Cannicella et du temple de Belvédère, situés à proximité. Parmi ces pièces se trouvent la Vénus de Cannicella et une pierre tombale de guerrier épigraphe.

## Collections
Ses collections comprennent des vestiges antiques grecs et ceux issus des tombes étrusques des environs de la ville, des céramiques attiques à figures noires et à figures rouges et une collection de monnaies.
Au rez-de-chaussée est conservé le fronton du Temple du Belvédère d'Orvieto, la célèbre Vénus de Cannicella, issue de son sanctuaire de la nécropole de Cannicella et le cippe à tête de guerrier de la nécropole du Crucifix du Tuf.

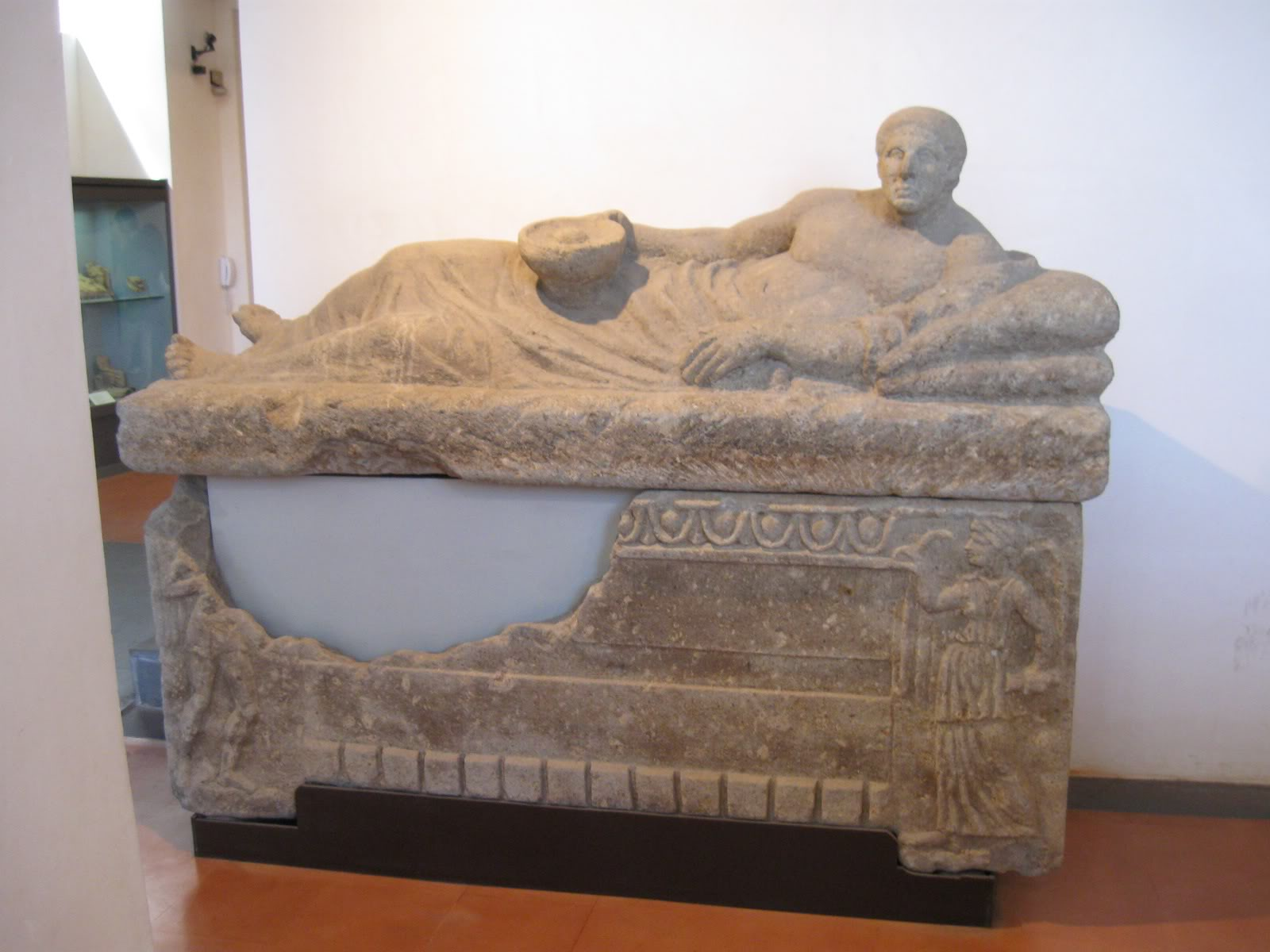
Sarcophage étrusque.
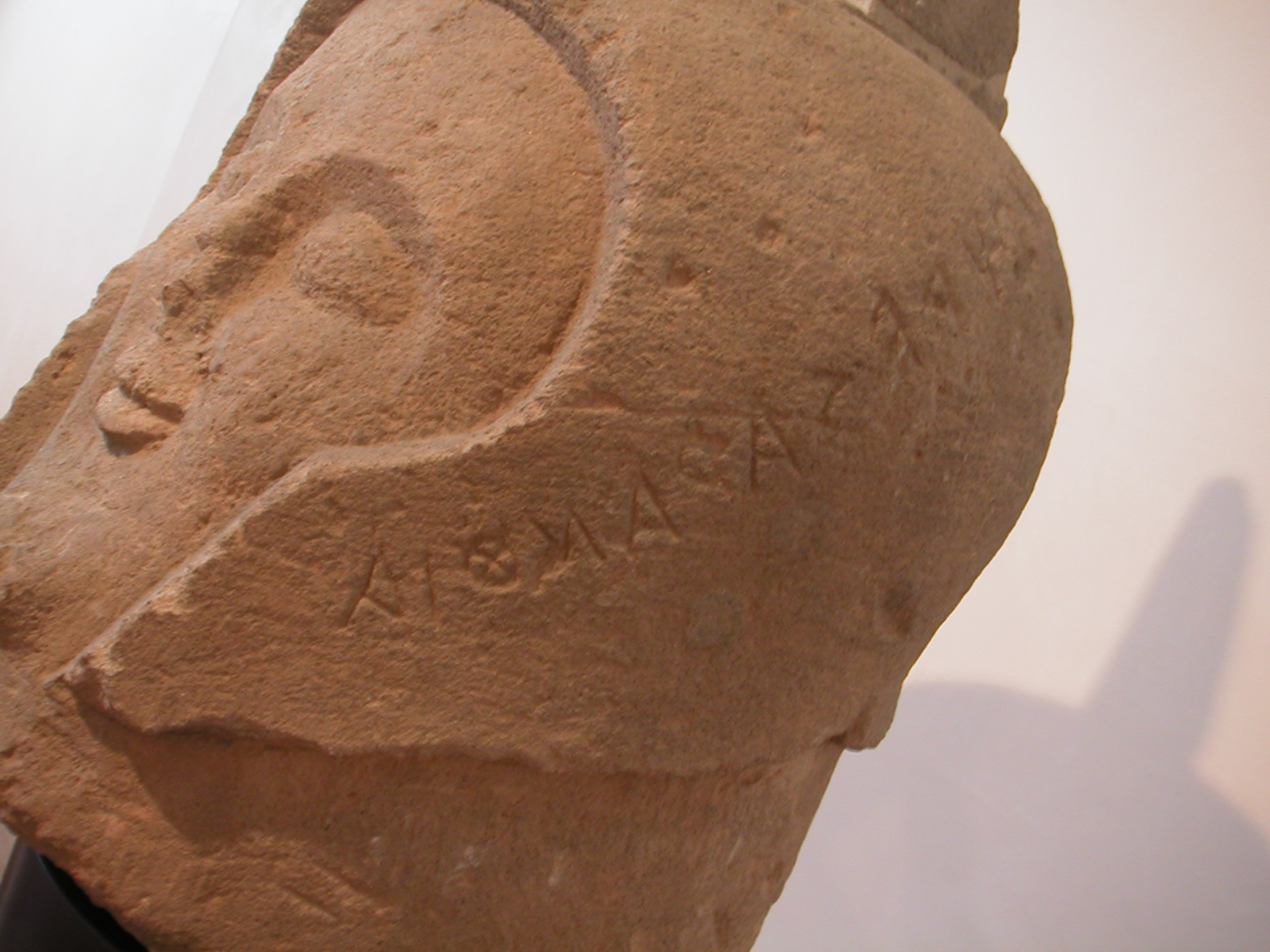
Cippe à tête de guerrier, avec inscription étrusque. Nécropole du Crucifix du Tuf.
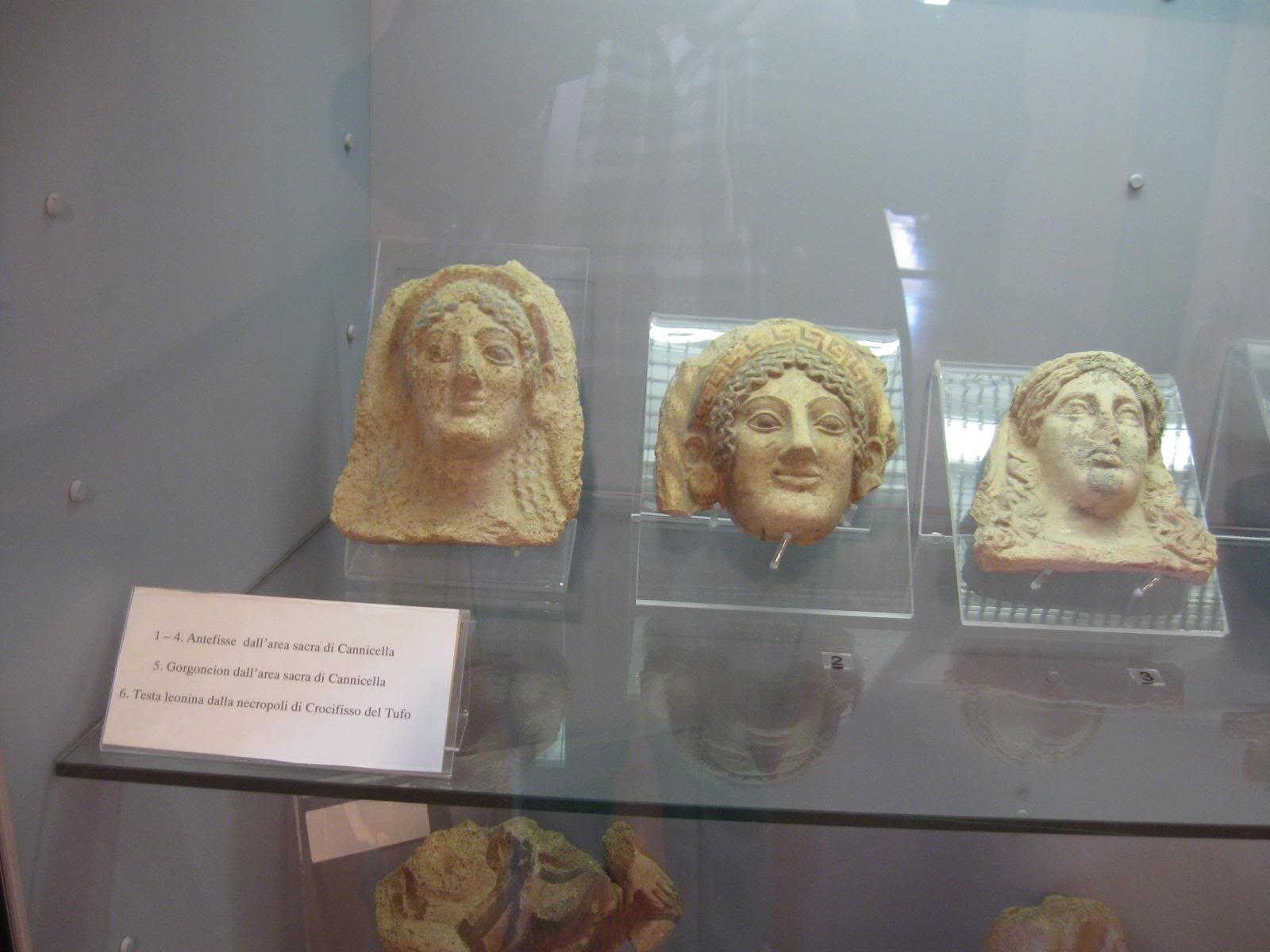
Fouilles de Cannicella.
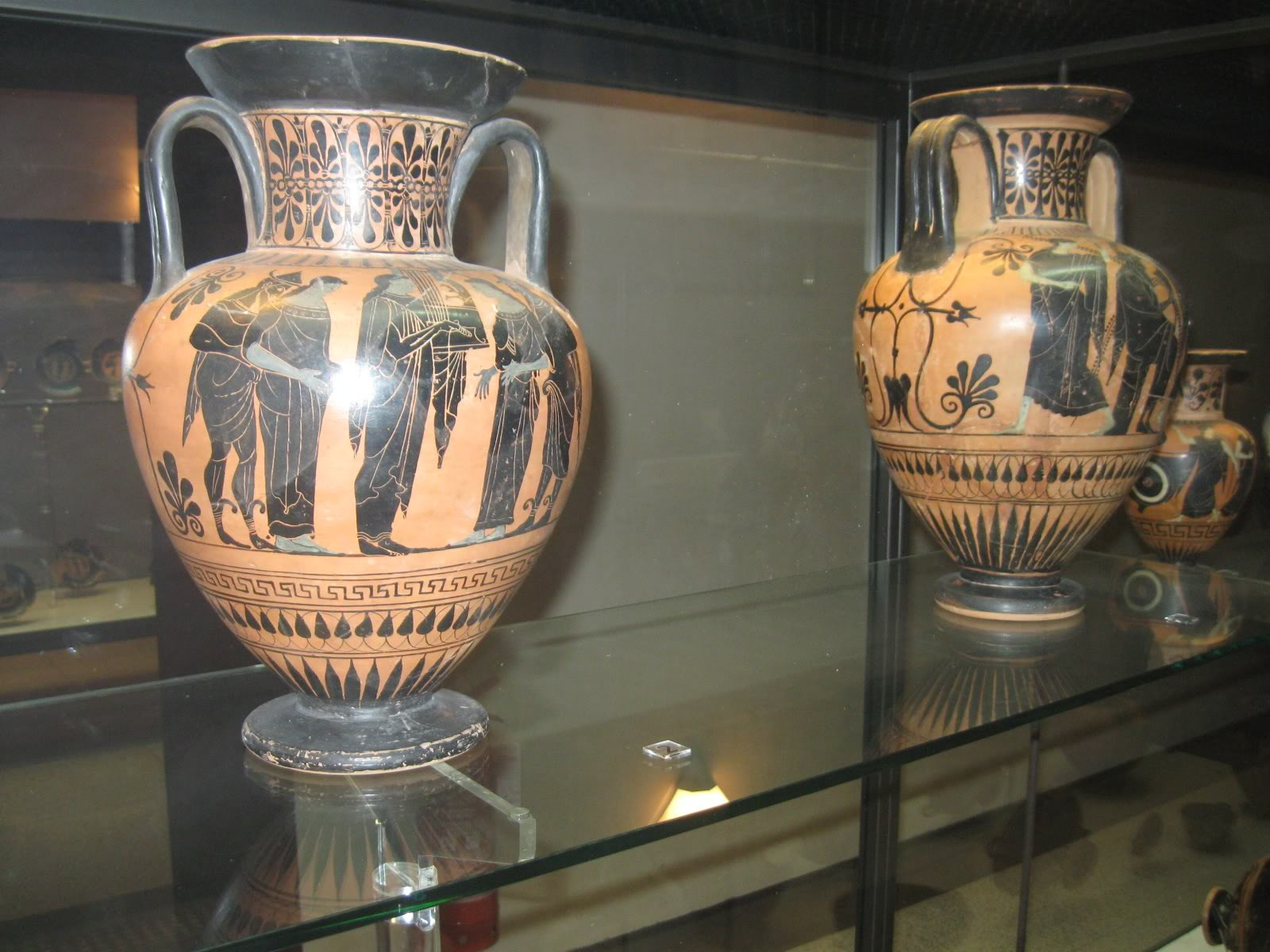
Amphores grecques à figures noires.